# Burullus
Burullus, Buhajrat al-Burullus (arab. ‏بحيرة البرلس‎, Buḥayrat al-Burullus) – płytkie słonawe jezioro (laguna) o powierzchni ok. 600 km², oddzielone mierzeją od Morza Śródziemnego, znajdujące się w północno-wschodnim Egipcie, w północnej części Delty Nilu, w muhafazacie Kafr asz-Szajch.
Jezioro od 9 września 1988 roku stanowi obszar wodno-błotny o znaczeniu międzynarodowym konwencji ramsarskiej, zaś od 2012 roku jest również ostoją ptaków IBA organizacji BirdLife International.

## Charakterystyka

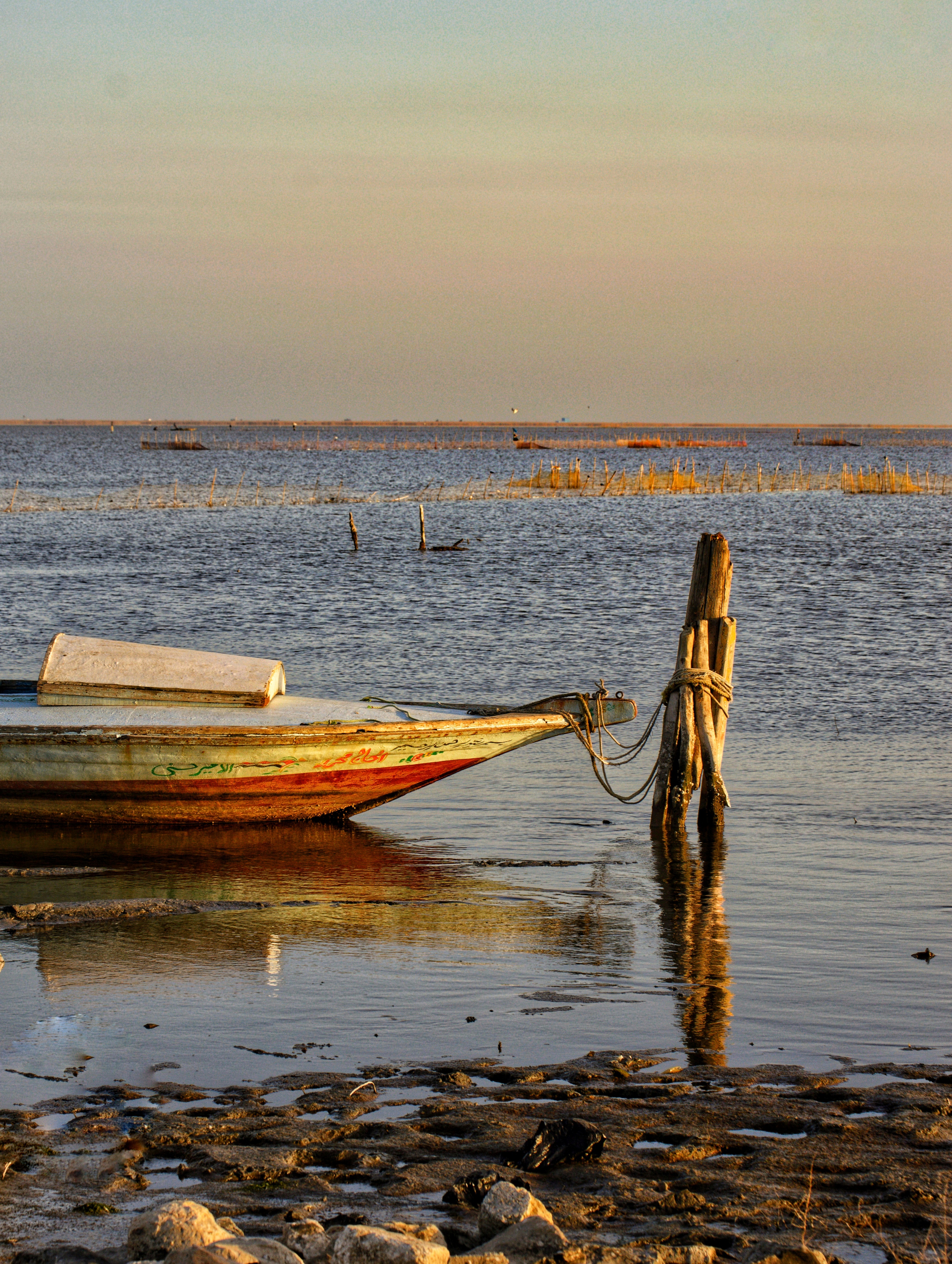
Jezioro Burullus o zachodzie Słońca (2017)

Jezioro Burullus stanowi płytką, słoną lagunę przybrzeżną znajdującą się w północnej części Delty Nilu. Zbiornik ma wydłużony kształt i rozciąga się ze wschodu na zachód na długość ok. 54 km, zaś jego szerokość wynosi od 6 do 21 km. Oddzielony jest od Morza Śródziemnego piaszczystą mierzeją pokrytą licznymi wydmami, której szerokość waha się od kilkuset metrów w części wschodniej do ok. 5 km w części zachodniej. Dokładna głębokość jeziora nie jest znana; szacuje się, że wynosi 75–100 lub 50–210 cm. Na jeziorze znajduje się kilkadziesiąt (50 do 75) większych i mniejszych wysepek o łącznej powierzchni ok. 0,7 km².
Od południa do jeziora Burullus wpada sześć kanałów, którymi rocznie do zbiornika przedostaje się średnio 50–70 mln m³ wody zanieczyszczonej nawozami, pestycydami i ściekami komunalnymi, co skutkuje jego eutrofizacją. Jedynym bezpośrednim połączeniem Buhajrat al-Burullus z morzem jest kanał znajdujący się w północno-wschodniej części jeziora. Zasolenie jeziora wynosi 3–11‰ i największe jest w okolicach ujścia kanału łączącego zbiornik z Morzem Śródziemnym, po czym zmniejsza się wraz ze wzrostem odległości od niego w kierunku południowym i zachodnim.

## Fauna
Jezioro Burullus stanowi ważne siedlisko zimowania, postoju i lęgów ptaków wędrownych. W sezonie 1989/1990 zbiornik stanowił drugie co do wielkości skupisko ptaków zimujących w Egipcie – odnotowano obecność łącznie 98 887 osobników różnych gatunków. Zimują tu m.in. świstun (Anas penelope), płaskonos (Anas clypeata), głowienka (Aythya ferina), łyska (Fulica atra), krwawodziób (Tringa totanus) oraz podgorzałka (Aythya nyroca), dla której Burullus jest jednym z najważniejszych zimowisk we wschodniej części basenu Morza Śródziemnego.
Występuje ok. 35 gatunków lęgowych ptaków wodno-błotnych, z których do najbardziej znaczących należą perkozek (Tachybaptus ruficollis), bączek (Ixobrychus minutus), modrzyk (Porphyrio porphyrio), rybitwa białoczelna (Sterna albifrons), sieweczka morska (Charadrius alexandrinus), czajka szponiasta (Vanellus spinosus), żwirowiec łąkowy (Glareola pratincola), lelek egipski (Caprimulgus aegyptius), rybaczek srokaty (Ceryle rudis), kukal senegalski (Centropus senegalensis) i trzciniak głośny (Acrocephalus stentoreus).
W rejonie zbiornika występuje również największa populacja endemicznego podgatunku skowrończyka małego – Calandrella rufescens nicolli.
Północny brzeg jeziora jest potencjalnym miejscem rozrodu zagrożonych gatunków żółwi morskich – karetty (Caretta caretta) i żółwia jadalnego (Chelonia mydas). Licznie występuje kot błotny (Felis chaus) oraz endemiczny gatunek płaza – Sclerophrys kassasii. Odnotowano również obecność rzadkiego zębiełka egipskiego (Crocidura floweri), którego kategoria zagrożenia według IUCN pozostaje nieokreślona z braku danych.

## Flora

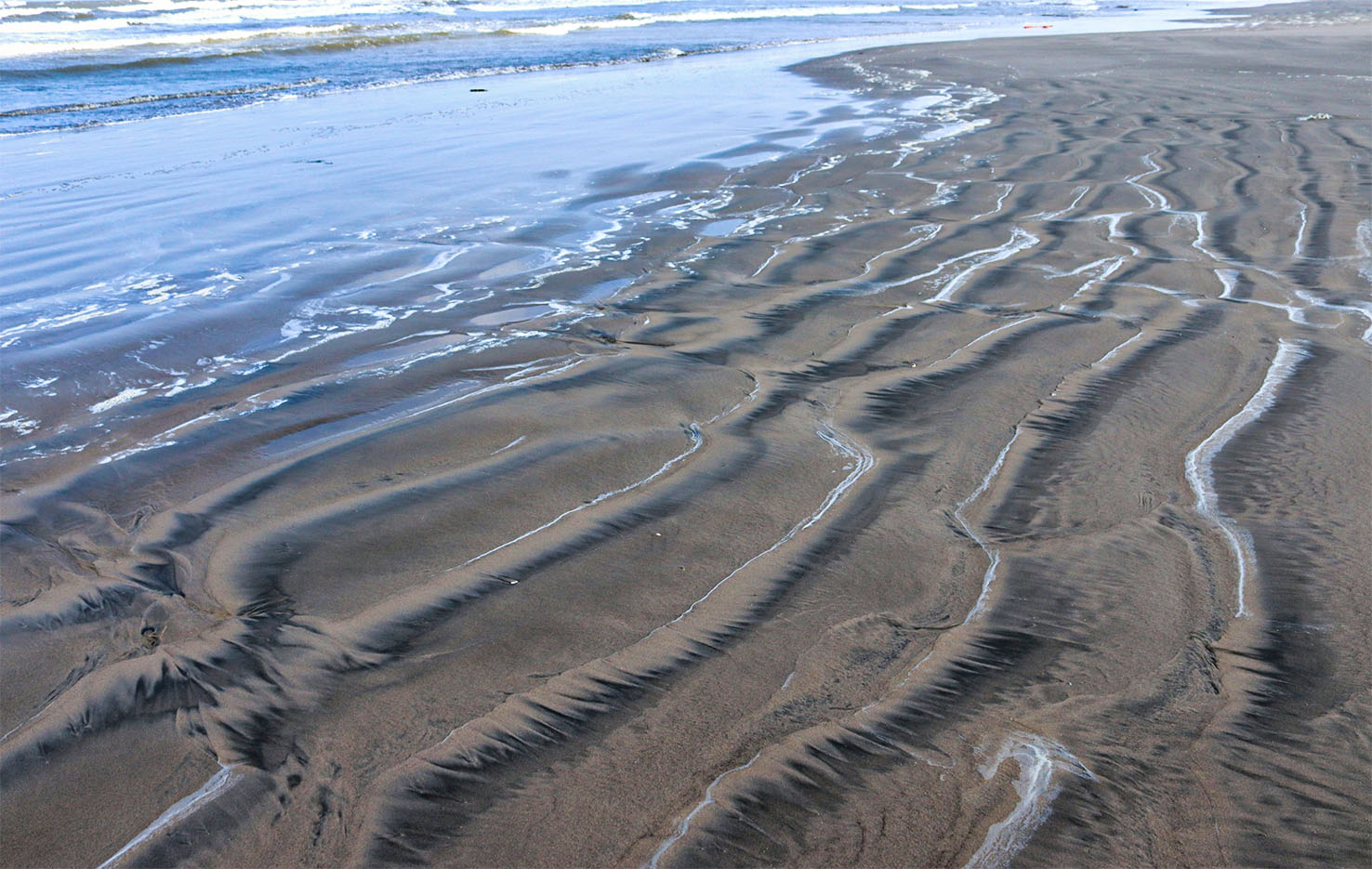
Piaszczyste wydmy na mierzei oddzielającej jezioro od morza (2022)

Na północnych brzegach jeziora występują słonawe (brakiczne) bagna, przybrzeżne równiny błotne i płaty solnisk, natomiast południowy brzeg zbiornika graniczy z rozległymi trzcinowiskami porastanymi przez pałkę i trzcinę, zajmującymi ok. 25–30% powierzchni jeziora. Licznie występują hydrofity, takie jak rdestnica grzebieniasta (Potamogeton pectinatus) i rdestnica kędzierzawa (Potamogeton crispus), zwłaszcza w południowej i wschodniej części oraz przy ujściach kanałów i wokół wysepek. Wykazano tu również występowanie Sonchus macrocarpus oraz Zygophyllum aegyptium.

## Zagrożenie
Jezioro Burullus jest ważnym łowiskiem; w 1995 roku połów ryb wyniósł ok. 53 tys. ton, a w rybołówstwie zatrudnienie znalazło wówczas 31–46 tys. mieszkańców okolicznych terenów. Duża liczba rybaków płoszy jednak zamieszkujące akwen ptaki. Dużym problemem pozostaje również kłusownictwo; jesienią i zimą na masową skalę odbywają się polowania na migrujące ptactwo wodne i przepiórki.
W wyniku ciągłego odwadniania i rekultywacji wschodniej, zachodniej oraz południowej części jeziora, powierzchnia zbiornika systematycznie się zmniejsza. Choć Burullus wciąż pozostaje najmniej przekształconym i zanieczyszczonym obszarem podmokłym Delty NIlu, a w jego okolicach zachowały się elementy dzikiej przyrody, to ścieki oraz coraz większe ilości wód pochodzących z rolnictwa zawierających nawozy i pestycydy przyczyniają się do eutrofizacji i degradacji zbiornika. Wybudowana w latach 90. XX wieku autostrada biegnąca po mierzei oddzielającej Burullus od Morza Śródziemnego wywiera dodatkową presję na ekosystemy tego jeziora.